# Ribeirinha (Ribeira Grande)
Ribeirinha is een plaats (freguesia) in de Portugese gemeente Ribeira Grande en telt 2124 inwoners (2001).